# Riu de Bona
El riu de Bona és un riu de la comarca de l'Alt Urgell. Exactament és un riu de la vall de la Vansa de la conca del riu Segre. El riu de Bona neix a prop d'Adraén, al municipi de la Vansa i Fórnols, en un coll sota el cap de la Fesa i la serra de Sant Salvador, el cim més occidental de la Serra del Cadí. Finalment desguassa al riu de la Vansa a llevant de les cases de la Barceloneta, també al municipi de la Vansa i Fórnols, que finalment desemboca al Segre.